# John Barrowman
John Scot Barrowman (n. Glasgow, Escocia, 11 de marzo de 1967) es un actor, cantante, bailarín, presentador de televisión, figura mediática y escritor británico. Se hizo especialmente conocido por presentar programas entretenimiento en la cadena BBC y por su papel como Jack Harkness en las series de televisión Doctor Who, Torchwood y  como Malcolm Merlyn en Arrow.
Se inició, al igual que muchas otras estrellas del espectáculo, en el teatro en 1989. Trabajó en Broadway y en West End, tanto de actor protagonista como de reparto, en musicales como Miss Saigon, The Phantom of the Opera, Sunset Boulevard, Matador y The Fix. Desde la década de 1990, se destacó en televisión en exitosos ciclos como Live & Kicking, Any Dream Will Do, How Do You Solve A Problem Like Maria?, I'd Do Anything y Tonight's the Night.
Su carrera se vio reforzada por las numerosas grabaciones de teatro musical que hizo, las cuales fueron incluidas en los álbumes de estudio Another Side (2007), Music Music Music (2008) y John Barrowman (2010), que cosecharon un gran éxito de ventas en territorio británico. Además ha publicado dos libros autobiográficos: Anything Goes (2008) y I Am What I Am (2009).

## Primeros años
Nacido en Glasgow en 1967, siendo niño se trasladó con su familia a Illinois, EE. UU., donde creció. Se graduó en Artes Dramáticas en San Diego, California. Nacionalizado estadounidense, regresó al Reino Unido en 1989 para estudiar a Shakespeare y actuar en teatros del West End londinense.

## Carrera

### Carrera teatral
Barrowman debutó en teatro en 1989 en la obra Anything Goes, de Cole Porter, que se llevó a cabo en un teatro del distrito West End, donde hizo el papel de Billy Crocker. Allí compartió escena con Elaine Paige y Bernard Cribbins. Tras su debut, en la década de 1990 continuó participando en obras teatrales montadas en teatros de West End. Representó los papeles de Domingo Hernández en Matador en el Queen's Theatre en 1991; Raoul en The Phantom of the Opera en el Her Majesty's Theatre en 1992; Claude en Hair en el Old Vic Theatre en 1993; Chris en 
Miss Saigon en el Theatre Royal, Drury Lane en 1993; Joe Gillis en Sunset Boulevard en el Adelphi Theatre entre 1994 y 1995; y como La Bestia Beauty and the Beast en el Dominion Theatre in 1999. Barrowman también protagonizó la obra musical Godspell en 1994, en la que destacó interpretando en solitario las canciones "We Beseech Thee" y "On The Willows".
El artista volvió a interpretar en 2003 el papel de Billy Crocker en una reposición del musical Anything Goes, bajo la dirección de Billy Crocker. Asimismo se involucró en piezas teatrales no musicales, es decir tragedias; por ejemplo, hizo el rol de Wyndham Brandon en Rope (en el Minerva Theatre) en 1993, y coprotagonizó A Few Good Men junto a Rob Lowe en 2005. Actuó también en obras teatrales pertenecientes a la pantomima, un subgénero dramático de la comedia musical británica que narra historias tradicionales navideñas y del folklore, montando un espectáculo de entretenimiento infantil acompañado de música y danzas. De este modo, participó en Cinderella (2005-2006) en el New Wimbledon Theatre; Jack and the Beanstalk (2006-2007); y Aladdin (2007-2008) en el Birmingham Hippodrome.

### Presentador de la BBC
Para la década de 1990, Barrowman ya era conocido por sus trabajos como presentador de televisión, siendo uno de los partícipes en el programa infantil Live & Kicking (1993-1995), emitido en la cadena británica BBC, en el segmento humorístico titulado Electric Circus. A raíz de esto, adquirió una enorme popularidad entre los niños británicos, en parte gracias a la frase "it's a dirty rat!" ("es una rata sucia!"), que enunciaba en cada una de sus emisiones del programa como parte de su número cómico.
Asimismo, presentó el programa de concursos The Movie Game (1993-1996) y el programa de variedades 5's Company (1997-1999), emitido en la cadena Five.
Más tarde, entre el 10 y 14 de abril de 2006 reemplazó a Phillip Schofield al ocupar el lugar que este último dejó vacante durante esos días en el programa matinal de la cadena ITV This Morning. En ese mismo año ejerció como uno de los jueces, junto a Andrew Lloyd Webber, David Ian y Zoe Tyler, del reality show How Do You Solve A Problem Like Maria? en la BBC One. También realizó participaciones especiales en programas de interés general como Heaven & Earth, donde fue entrevistado por la presentadora del mismo Gloria Hunniford y en el que habló del matrimonio entre personas del mismo sexo, o The Big Fish, donde apareció junto con Craig Revel Horwood y Louis Walsh abordando temas de actualidad. El 11 de febrero de 2007, Barrowman realizó junto a Ruby Wax la cobertura del arribo de las celebridades a la entrega de los premios BAFTA para la cadena E!: Entertainment Television. Simultáneamente participó en el programa radial de su colega Elaine Paige hablando de dicha entrega de premios y de su carrera teatral.
En 2007, fungió nuevamente como juez de un programa de telerrealidad; esta vez formó parte de Any Dream Will Do, conducido por Graham Norton. En el programa competían ignotos actores que buscaban por representar el papel de Joseph en el musical de Andrew Lloyd Webber, Joseph and the Amazing Technicolor Dreamcoat.

### Doctor WhoyTorchwood

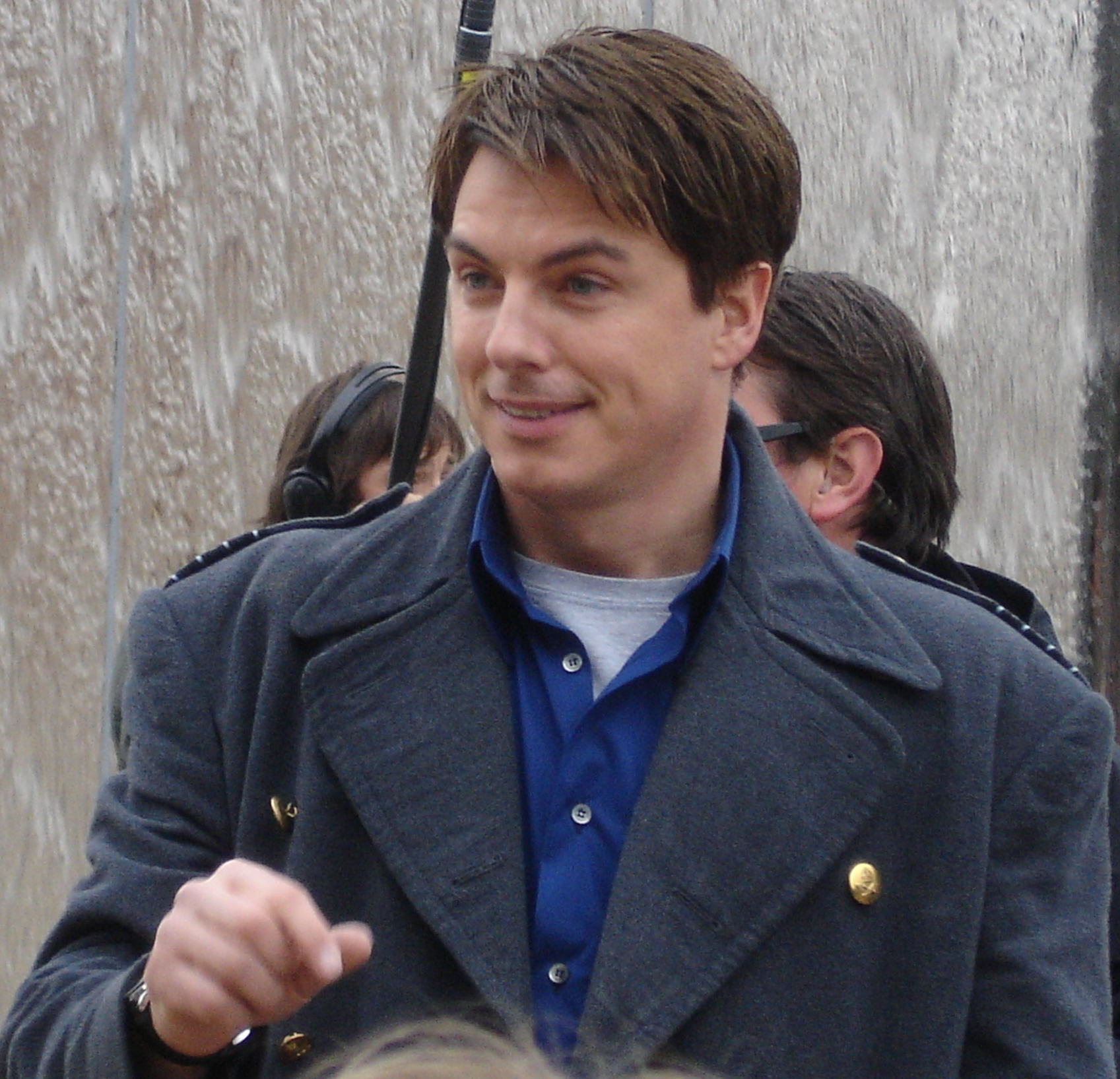
Barrowman durante el rodaje de la cuarta temporada de Torchwood en Cardiff.

Barrowman es principalmente conocido en el Reino Unido por su trabajo en la serie de televisión de ciencia ficción emitida en la cadena BBC: Doctor Who. En dicho programa interpreta desde 2005 el papel del Capitán Jack Harkness, un pansexual que procede del año 5000, en el que los humanos se han expandido por todo el universo. Los primeros episodios en los que apareció el personaje fueron "El niño vacío" y "El Doctor baila", al que le siguieron participaciones en otros tres ("Explosión en la ciudad", "Lobo malo" y "El momento de la despedida"), todos pertenecientes a la primera temporada. El personaje de Harkness adquirió una enorme popularidad en territorio británico, lo que hizo que se creara una serie que lo tuviera como figura central, la cual se tituló Torchwood y se estrenó en 2006. En el programa, el personaje aparece liderando una organización secreta asentada en Cardiff (Gales) en la época actual, dedicada a proteger a Gran Bretaña de amenazas alienígenas y estudiar la tecnología extraterrestre que cae en sus manos. Al igual que Doctor Who, Torchwood ha tenido un gran éxito de audiencia y cosechado crítica mayormente positivas.
Con respecto al personaje interpretado por Barrowman, Russell T Davies, creador de ambos programas, comentó:

Veo mucha ciencia ficción en televisión, y es un mundo principalmente asexuado. Con la mayoría del material viniendo de Estados Unidos, creo que los personajes homosexuales y bisexuales no están representados. La ciencia ficción es un mundo demasiado "macho", demasiado guiado por la testosterona, escrito en su inmensa mayoría por hombres heterosexuales. Creo que Torchwood posiblemente tiene el primer héroe masculino bisexual de la televisión, además de una sexualidad bastante fluida por parte de los demás personajes. Somos un faro en la oscuridad.

Desde 2007, las apariciones del actor como invitado en Doctor Who, han sido frecuentes. Participó en ese año en los episodios "Utopía", "El sonido de los tambores" y "El último de los Señores del Tiempo" y un especial llamado "The Weakest Link". Poco después hizo apariciones en otros capítulos, entre ellos "La Tierra robada" y "El fin del viaje". Por otra parte, la tercera temporada de Torchwood se estrenó en julio de 2009 y se la conoció también bajo el título de Children of Earth. La última aparición hasta la fecha de Barrowman en Doctor Who fue en 2010, en el episodio "El fin del tiempo".

### Otros proyectos

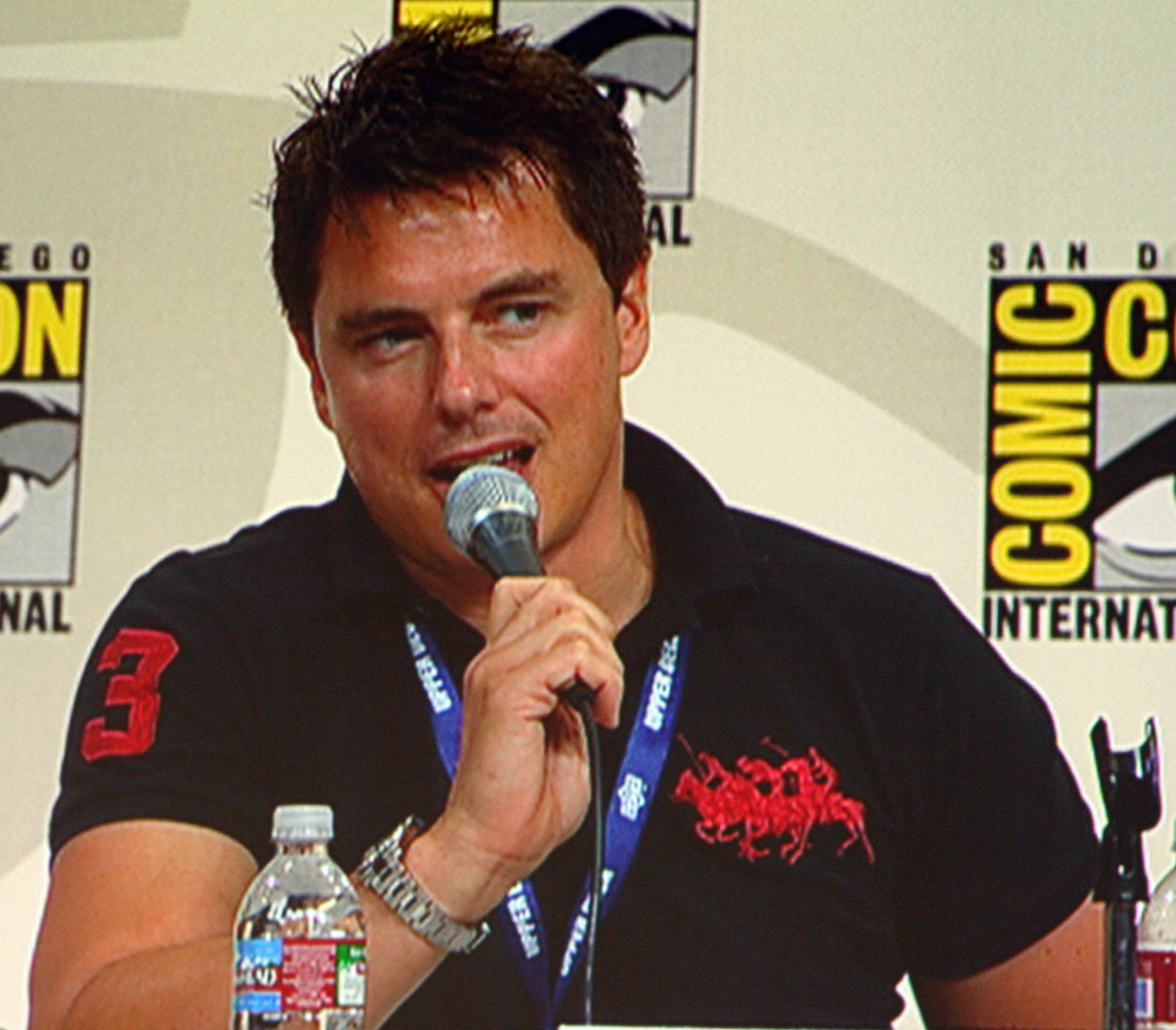
John Barrowman en el San Diego Comic-Con International (2008).

Mientras estaba inmerso en el rodaje de la cuarta temporada de Torchwood, Barrowman viajó a Estados Unidos para participar en seis episodios de la serie de televisión estadounidense Desperate Housewives, pertenecientes a su sexta temporada. El anuncio oficial de su participación en ese programna se hizo oficial en febrero de 2010, año en el que comenzó la filmación. En la comedia, el actor interpretó el papel de Patrick Logan. Cabe añadir, que antes de esto incursionó en el cine, haciendo papeles de reparto en las películas De-Lovely, de 2004, y The Producers, de 2005. 
Al margen su trabajo en programas ficticios y de entretenimiento, Barrowman formó parte también de varios ciclos de telerrealidad. Es así que en 2006 participó en la primera temporada de Dancing on Ice, donde varias parejas formadas por un famoso y un compañero de baile profesional compiten por ganar el concurso, quedando nominados aquellos que reciben las más bajas puntuaciones del jurado. Los nominados a merced del voto del público. Fueron diez las parejas que concursaron, y la conformada por el actor (y la bailarina Olga Sharutenko) quedó en el séptimo lugar. Asimismo, Barrowman participó en un programa de similar formato, titulado Strictly Come Dancing Christmas Special (2010). Se trató de un programa especial creado por los mismos productores de Strictly Come Dancing. Allí su compañera de baile fue Kristina Rihanoff; fueron los ganadores del concurso logrando obtener el mayor puntaje de la noche.

## Vida personal
John Barrowman es gay, según manifestó él mismo públicamente. Desde 1993 mantiene una relación sentimental con el arquitecto Scott Gill. Se conocieron cuando este último asistió a ver la obra teatral Rope (1991), donde el actor participaba. En 2005, Barrowman señaló en una entrevista que no tenían planes de casarse; sin embargo el 27 de diciembre de 2006 contrajeron matrimonio en Cardiff, Gales. Para celebrar dicho acontecimiento realizaron una fiesta a la que asistieron familiares y amigos de la pareja, los coprotagonistas del actor en la serie Torchwood y el productor ejecutivo de esta última, Russell T Davies. Barrowman y Gill viven actualmente en el Reino Unido. La boda legal se celebraría finalmente en California el 2 de julio de 2013.
Barrowman publicó junto a su hermana, Carole Barrowman, dos libro autobiográficos: Anything Goes y I Am What I Am. En este último señaló que se sintió estupefacto cuando en los inicios de su carrera actoral un productor le sugirió que no hiciera jamás pública su homosexualidad. Además dejó en claro que le agradaba la idea de ser una figura pública que defiende los derechos de las minorías sexuales.
A tal efecto, pertenece y colabora activamente con una asociación de padres y familiares de gais y lesbianas (Stonewall), y es portavoz del grupo Education for All (que se manifiesta en contra de la homofobia). Por su defensa a los derechos de los homosexuales, fue incluido en la lista de "Las personas más influyentes de 2008", elaborada por la revista de orientación gay Out. En junio de 2010, Barrowman fungió como representante de la comunidad LGBT en una audiencia con el primer ministro británico David Cameron.

## Premios y reconocimientos
Barrowman fue nominado al premio Laurence Olivier al "Mejor actor en un musical" en 1998 por interpretar el papel de Cal Chandler en The Fix. Más tarde, en 2006 fue nombrado "Artista del año" por la organización Stonewal. Por su rol de Jack Harkness en la serie de televisión Torchwood fue candidato a los galardones BAFTA Cymru ("Mejor actor", 2007) y National Television ("Mejor intérprete masculino de una serie dramática), entre otros premios.

## Filmografía
- 1987: The Untouchables (papel no acreditado)
- 2002: Shark Attack 3: Megalodon
- 2005: Method
- 2005: De-Lovely
- 2005: The Producers (Cantante secundario en la obra finalizada)
- 2012: La noche más oscura

## Televisión
- 1995-1996: Central Park West (como parte del elenco)
- 2000: Putting It Together
- 2000: Titans (como parte del elenco)
- 2005-2010, 2020: Doctor Who (apariciones especiales)
- 2006-2011: Torchwood (como parte del elenco)
- 2008: Hotel Babylon (episodio #3.6)
- 2009- presente: Tonight's the Night (como presentador)
- 2009: My Family (aparición especial)
- 2010: Desperate Housewives (apariciones especiales)
- 2012- 2019: Arrow (elenco recurrente, temp. 1, 2 y 5; principal temp. 3-4; invitado temp. 7-8)[5]
- 2013: Scandal Temporada 2 (periodista que negocia reportaje con la primera dama)
- 2014: Sing Your Face Off (como presentador)
- 2015-2017: The Flash (Serie de televisión de 2014) Invitado Temporadas 2 y 3
- 2016: Reign como Munro (Invitado 1 episodio)
- 2016-2017: DC's Legends of Tomorrow (invitado temp.2)

## Discografía
Álbumes de Estudio
- 1994: Songs from Grease
- 1997: Aspects of Lloyd Webber
- 2003: Reflections from Broadway
- 2004: Swings Cole Porter
- 2007: Another Side
- 2009: Music Music Music
- 2010: John Barrowman
- 2014: You Raise Me Up

Álbumes Recopilatorios
- 2008: The Essential John Barrowman
- 2009: At His Very Best
- 2011: Tonight's the Night: The Very Best Of